# Анна Мария Луиза де Медичи
Вижте пояснителната страница за други личности с името Анна де Медичи.
Анна Марѝя Луѝза (или Лудовѝка) де Мèдичи (на италиански: Anna Maria Luisa (o Ludovica) de' Medici; * 11 август 1667, Флоренция, Велико херцогство Тоскана; † 18 февруари 1743, пак там) е пфалцграфиня чрез брак и последна представителка на великохерцогския клон на Медичите.
Великoхерцогският род на Медичите е близо до изчезване и баща ѝ Козимо III прекарва последните години от живота си в напразни опити да накара другите европейски държави да я признаят за негова наследница. След смъртта на съпруга ѝ Анна Мария Луиза се завръща във Флоренция, където живее до смъртта си през 1743 г.: заедно с нея изчезва най-старата линия на семейство Медичи.
По завещание тя оставя на държавата Тоскана огромната художествена колекция, която принадлежи на семейството и която тя наследява от брат си Джан Гастоне, последния велик херцог на семейството, след смъртта му през 1737 г. На 31 октомври 1737 г. Анна Мария Луиза сключва т. нар. „Семеен пакт“, който постановява, че Лотарингите не могат да транспортират „или да отнемат от столицата и държавата на Великото херцогство... галерии, картини, статуи, библиотеки, бижута и други скъпоценни неща... от наследството на най-светлейшия Велик херцог, така че те да останат като украшение на Държавата, в полза на обществеността и да привлекат любопитството на чужденците.“ С този пакт тя не позволява на Флоренция да загуби нито едно произведение на изкуството, като същевременно осигурява основата за модерно развитие на туризма в региона.

## Произход
Тя е второто дете и единствена дъщеря на Козимо III де Медичи (1642 – 1723), велик херцог на Тоскана (1642 – 1723), и на съпругата му Маргарита Луиза Бурбон-Орлеанска (1645 –  1721). Нейни дядо и баба по бащина линия са Фердинандо II де Медичи, Велик херцог на Тоскана, и Витория дела Ровере, принцеса от Херцогство Урбино, а по майчина – херцог Гастон Орлеански, третият син на Анри IV и на Мария де Медичи, и Маргарита Лотарингска, принцеса на Лотарингия и херцогиня на Орлеан. Родителите ѝ се разделят през 1675 г. Има двама братя:
- Фердинандо (* 1663, † 1713), от 23 май 1670 г. наследствен велик принц на Тоскана, съпруг на Виоланта Беатрикс Баварска
- Джан Гастоне (* 1671, † 1737), 7-и Велик херцог на Тоскана (1723 – 1737), последен велик херцог от Дом Медичи; съпруг на Анна Мария Франциска

## Биография

### Ранни години
Анна Мария Луиза е родена на 11 август 1667 г. По онова време отношенията между родителите ѝ са се влошили толкова много, че майката, разбирайки, че е бременна, се опитва да абортира, като язди коня си с бясна скорост.
Раждането на Анна не подобрява отношенията между съпрузите: Козимо III продължава да губи интерес към съпругата си, за да се посвещава на молитва и на обществени дела, а Маргарита Луиза не престава да унижава съпруга си навсякъде по всевъзможни поводи, докато не го нарича в присъствието на апостолическия нунций „беден съпруг“. Тази ситуация продължава до 26 декември 1674 г., когато, след като се проваля във всички опити за помирение, Козимо III, възкачил се на трона четири години по-рано, се съгласява съпругата му да замине за манастира Сен Пиер в Монмартър, след като тя се отказва от привилегиите, свързани с със статута си на внучка на Франция и с бремето, че след смъртта ѝ цялото ѝ имущество ще премине към децата ѝ; като компенсация Козимо ѝ отпуска пенсия от 80 000 ливри. Маргарита Луиза напуска Тоскана през юни 1675 г.: Анна Мария Луиза никога повече не вижда майка си и е отгледана от баба си по бащина линия, овдовялата велика херцогиня Витория дела Ровере, като не е лишена от уважението и обичта на баща си.

### Пфалцграфиня
През 1669 г. Анна Мария Луиза е смятана за потенциална булка на дофина Луи, очевидният наследник на краля на Франция Луи XIV. Баща ѝ Козимо III обаче не иска втори френски брак и отхвърля предложението, предпочитайки да влезе в преговори, за да омъжи дъщеря си с португалския крал Педру II. Португалските министри обаче, опасявайки се, че тя е наследила капризността на майка си или че може да повлияе прекомерно на слабия владетел, отхвърлят предложението. Трябва да се отбележи обаче, че Анна Мария Луиза, според мнението на съвременниците, е наследила по-скоро твърдия, студен, авторитарен характер на баща си и баба си Витория дела Ровере, отколкото на майка си.
След откази от страна на Испания, Португалия, Франция и Савоя император Леополд I предлага Йохан Вилхелм, курфюрст на Пфалц, а английският крал Джеймс II Стюарт – шурея си Франческо II д’Есте, син на херцог Алфонсо IV д’Есте от Модена. Принцесата, вярвайки, че бракът с син на херцог ще намали нейния ранг на Велика херцогска принцеса, дава предпочитанието си на Йохан Вилхелм. Впоследствие пфалцграфът се застъпва пред императора, за да даде през февруари 1691 г. титлата кралско височество на Козимо III (титлата е дадена няколко години по-рано на Савойския херцог Виктор Амадей II въпреки силната съпротива на Великия херцог, който се страхува, че ще бъде изпреварен), който, благодарен за услугата, му дава съгласието си за сватбата.
Пфалцграфът и Анна Мария Луиза се венчават чрез пълномощник на 29 април 1691 г. и на сватбения банкет един съвременник описва принцесата така: „Като лице е висока, има светъл тен, големи и изразителни очи, черни като косата ѝ, малка уста, плътни устни и бели като слонова кост зъби.“
На 6 май 1691 г. Анна Мария Луиза заминава за Дюселдорф, столицата на провинциите на съпруга си (Херцогство Юлих, Херцогство Берг и от 1690 до 1716 г. също Курпфалц), придружена от по-малкия си брат Джан Гастоне де Медичи, но Йохан Вилхелм се присъединява изненадващо към нея в Инсбрук, където двамата официално се женят. Междувременно Пфалц се превръща в бойно поле между Луи XIV, който окупира град Филипсбург от името на брат си Филип, и император Леополд, който защитава правата на Йохан Вилхелм.
През 1692 г., след като пристига в Пфалц, принцесата забременява, но прави спонтанен аборт. В тази връзка се смята, че тя се е заразила със сифилис от съпруга си, което е причинило неговия стерилитет. Във всеки случай, бракът, макар и бездетен, е хармоничен: двойката прекарва времето си заедно в популяризиране на музикални и театрални представления.
Анна Мария Луиза става известна покровителка на много музиканти и театрални автори, донасяйки за престижа и известността на двора на Пфалц: тя поръчва изграждането на театър, където поставя комедиите на френския драматург Молиер, кани Фортунато Челери в двора и го номинира за капелмайстор, а ученият Агостино Стефани получава големи субсидии за престоя си в Дюселдорф (от 1703 г. до завръщането си в Тоскана).
Разкошният замък Бенсберг също е резултат от нейната любов към изкуството: принцесата, всъщност ентусиазирана от гледката, на която може да се наслади над околните хълмове и която ѝ напомня за тосканския пейзаж, моли съпруга си  да разруши стара сграда и да построи друга в стила на времето.
По време на престоя си в Пфалц Анна Мария Луиза не забравя да поддържа кореспонденция както с баща си, така и с чичо си, кардинал Франческо Мария де Медичи, губернатор на Сиена, когото често упреква за пороците му. Освен това по инициатива на баща си тя организира брака на брат си Джан Гастоне с наследничката на Херцогство Саксония-Лауенбург Анна Мария Франциска: двамата се женят на 2 юли 1697 г. в Дюселдорф, но не се разбират и се разделят през 1708 г.
Същата година Деветгодишната война завършва с мира от Рийксвик, който постановява изтеглянето на френските войски от Пфалц и компенсира Йохан Вилхелм с Графство Меген. Всеки религиозен въпрос, наследство от войната, е разрешен през 1705 г., когато Йохан Вилхелм, по искане на пфалцграфа на Бранденбург, издава Religionsdeklartion – акт, който постановява религиозната свобода за повече от 2000 хугеноти, намерили убежище в Пфалц след отмяната на Нантския едикт.

### Наследяване
Бракът на пфалцграфинята е без наследници и когато съпругът ѝ умира през 1716 г., тя се завръща във Флоренция, където предстоящото изчезване на великохерцогския дом вече е сигурно. Браковете на братята ѝ Фердинандо и Джан Гастоне са нещастни, а отчаяният ход на великия херцог Козимо III също завършва злощастно, който кара по-малкия си брат Франческо Мария да изостави кардиналската шапка, за да се ожени за много младата принцеса Елеонора Луиза Гондзага в напразната надежда да има законен наследник. Следователно, без друга алтернатива, при смъртта на сина си Фердинандо през 1713 г. Козимо III променя закона за наследството, така че Анна Мария Луиза да може да получи достъп до трона, когато всеки друг мъжки член е починал. 
Този проект е отхвърлен от другите европейски сили, а император Карл VI, феодален владетел на Тоскана, заявява, че промяната на наследството, както и евентуалното определяне на наследника е в неговата изключителна компетентност. Освен това ситуацията се усложнява допълнително, когато Изабела Фарнезе, наследничка на Херцогство Парма и Пиаченца и съпруга на Филип V от Испания, също предявява претенциите си към тосканската корона като правнучка на Маргарита де Медичи.
През май 1716 г. Карл VI, чиято позиция по отношение на наследството варира, приема, че Анна Мария Луиза може да наследи брат си, но добавя, че Австрия и Тоскана ще трябва да намерят споразумение за династията, която ще последва след Медичите, предлагайки като компенсация също Държавата на президиите.
През юни 1717 г. Козимо III постановява, че след смъртта на Анна Мария Луиза и Джан Гастоне короната на Тоскана ще премине към Дом Есте, при условие че държавите, въпреки че се управляват от един и същи суверен, останат административно разделени. Този избор е отхвърлен от императора, който обявява династичния съюз между Великото херцогство Тоскана и Херцогство Модена за неприемлив.

### Завръщане във Флоренция
Съпругът ѝ умира през юни 1716 г. и Анна Мария Луиза се завръща във Флоренция през октомври 1717 г. На пристигането ѝ остро се противопоставя нейната балдъза Виоланта Беатрикс Баварска, съпруга на покойния ѝ брат  Фердинандо. Виоланта дори възнамерява да се върне в Мюнхен, но е убедена да остане от Джан Гастоне, докато Козимо III, за да избегне дворцови битки, решава да назначи Виоланта за губернаторка на Сиена.
На 4 април 1718 г. Англия, Франция, Съединените провинции и Австрия избират най-големия син на Изабела Фарнезе и Филип V от Испания, инфант Карлос III де Бурбон, за наследник на Джан Гастоне, без да споменават Анна Мария Луиза. През 1722 г. Великите сили, въпреки протестите на безсилния Козимо III, отказват всякакво признание на Анна Мария Луиза. Освен това майка ѝ Маргарита Луиза умира малко преди това и вместо да остави имуществото си на оцелелите си деца, Джан Гастоне и Анна Мария Луиза, тя го остава на Принцесата на Епиной, нейна далечна роднина. На 25 октомври 1723 г., шест дни преди смъртта си, Козимо III издава последна прокламация, в която потвърждава, че Тоскана ще остане независима и че след смъртта на Джан Гастоне на трона ще се възкачи Анна Мария Луиза, която ще се погрижи за това да осинови неговия наследник; тази прокламация обаче остава без отговор.

### Оттегляне във Вила „Ла Куиете“
След смъртта на Козимо III лошите отношения между новия велик херцог Джан Гастоне и сестра му Анна Мария Луиза се влошават още повече. Херцогът смята сестра си за отговорна за нещастния му брак, докато тя ненавижда порочния живот и либералните идеи на брат си, който е отменил бащините ограничителни укази и се наслаждава да я унижава. Поради поведението на брат си и на неговите помощници Анна Мария Луиза напуска апартамента си в Палацо Пити и се мести извън Флоренция във Вила „Ла Куиете“, която преструктурира с помощта на архитектите Джовани Батиста Фоджини и Паоло Джованоци и с помощта на градинаря на Градина „Боболи“ Себастиано Рапи  
Въпреки взаимната си неприязън пфалцграфинята и Виоланта Беатриса се опитват да подобрят публичния имидж на Великия херцог Джан Гастоне, тъй като той е толкова рядко виждан, че до средата на 1729 г. се разпространяват обезпокоителни слухове за предполагаемата му смърт. Затова, за да разсее тези слухове, Анна Мария склонява брат си да се появи публично на празника на покровителя на Флоренция Свети Йоан Кръстител. Въпреки това тези опити предизвикват силната враждебност на руспантите – корумпираното и покварено обкръжение на Великия херцог, които пфалцграфинята ненавижда. Скоро с подкрепата на Виоланта Беатрис, Анна Мария убеждава брат си да участва в дворцови банкети, а не в оргии с руспантите, но без резултат. Подобно поведение престава със смъртта на принцеса Виоланта през 1731 г.
През 1736 г., по време на Войната за полското наследство, Дон Карлос получава Кралство Неапол и следователно е принуден да се откаже от тосканската корона в полза на сваления херцог на Лотарингия Франц III: през януари 1737 г. испанските войски, присъстващи в Тоскана от 6 години, са заменени от 6000 австрийски войници.

### Последната Медичи
Джан Гастоне умира на 9 юли 1737 г., заобиколен от сестра си и от прелатите, и според споразуменията титлата на Велик херцог преминава към херцога на Лотарингия, докато Анна Мария Луиза ще има право на семейните владения, държавни облекла, художествените галерии, имотите в Херцогство Урбино, завещано от баба ѝ Витория дела Ровере, и на парите на Дом Медичи – над 2 млн. флорина.
Марк дьо Бово, принц на Краон, пратеник на новия Велик херцог, предлага на Анна Мария Луиза регентството над Великото херцогство от негово име, но тя отказва, предпочитайки да живее в Палацо Пити и да продължава да се посвещава на пренареждането на колекциите от изкуство.
Именно тази ѝ страст към изкуството я кара да извърши жеста, с който тя остава известна и който прави богатството на град Флоренция: на 31 октомври 1737 г. Анна Мария Луиза сключва т. нар. „Семеен пакт“, който постановява, че Лотарингите не могат да транспортират „или да отнемат от столицата и държавата на Великото херцогство... галерии, картини, статуи, библиотеки, бижута и други скъпоценни неща... от наследството на най-светлейшия Велик херцог, така че те да останат като украшение на Държавата, в полза на обществеността и да привлекат любопитството на чужденците.“
С този пакт Анна Мария Луиза не позволява на Флоренция да загуби нито едно произведение на изкуството и да не претърпи съдбата на Ферара, Урбино, Мантуа или Парма, които са буквално опразнени след изчезването или напускането на техните управляващи домове, като същевременно осигурява основата за модерно развитие на туризма в региона.

### Смърт
Новото управление скоро печели общественото презрение, но във всеки случай Принцът на Краон, ненавиждан от пфалцграфинята заради неговия неприятен двор, все пак ѝ позволява да живее необезпокоявана в крилото, запазено за нея в Палацо Пити, с възможността да кани гости под черно-сребърен балдахин с шапка, в знак на траур за изчезналата династия, в залата за аудиенции.
През последните години Анна Мария се занимава основно с финансирането на завършването на фасадата на базиликата Сан Лоренцо, започнало през 1604 г., и дарява много за благотворителност.
Умира на 18 февруари 1743 г. на 75-годишна възраст в Палацо Пити от „натиск върху гърдите“, според свидетелството на сър Хорас Ман, по време на кратка буря. С нейната смърт великохерцогският клон на фамилията Медичи изчезва. Тя оставя имуществото си на Великия херцог и император Франц I, оценено от сър Хорас Ман на 500 000 тогавашни лири, а земите си в Херцогство Урбино на маркиз Ринучини, който е министър и изпълнител на Козимо III.
Погребана е в църквата Сан Лоренцо, която все още не е завършена по онова време и за която тя е определила част от приходите си завинаги до завършването на работата по купола и камбанарията (която все още носи надписа от нейното име).
През 1857 г., по време на първоначално проучване на телата на Медичи, тялото ѝ е открито, както следва: „Тялото е облечено в тъмно цветно кадифе, може би виолетово... На черепа има корона на пфалцграфиня от позлатен метал, закрепена на място от голяма сребърна игла.  ...има сребърно разпятие на гърдите си. Близо до главата, на гърдите лежи златен медал. Друг надпис, подобен на предишния, отпечатан върху пергамент, е намерен в тръба...“.
През 2012 г. костите ѝ са ексхумирани след безпокойството, причинено от наводнението във Флоренция на 4 ноември 1966 г.: научно изследване не открива следи от сифилис, който дотогава се е смятал за причина за смъртта ѝ. Вместо това най-вероятно причината за смъртта ѝ е била рак на гърдата.